# Јорктаун (Њу Џерзи)
Јорктаун (енгл. Yorketown) насељено је место без административног статуса у америчкој савезној држави Њу Џерзи.

## Демографија
По попису из 2010. године број становника је 6.535, што је 177 (-2,6%) становника мање него 2000. године.
| Група             | 2000.         | 2010.         |
| Белци             | 6.110 (91,0%) | 5.818 (89,0%) |
| Афроамериканци    | 149 (2,2%)    | 116 (1,8%)    |
| Азијати           | 170 (2,5%)    | 196 (3,0%)    |
| Хиспаноамериканци | 236 (3,5%)    | 352 (5,4%)    |
| Укупно            | 6.712         | 6.535         |